# Harry Tanfield
Harry Tanfield, nascido a 17 de novembro de 1994, é um ciclista britânico, membro da equipa AG2R La Mondiale. O seu irmão Charlie também é ciclista profissional.

## Palmarés
2017
- 1 etapa do Tour de Quanzhou Bay

2018
- 1 etapa do Tour de Yorkshire
- 2.º no Campeonato do Reino Unido Contrarrelógio

## Equipas
- JLT Condor (2015)
- Pedal Heaven Race Team (2016)
- Canyon (2017-2018)
  - Bike Channel-Canyon (2017)
  - Canyon Eisberg (2018)
- Team Katusha-Alpecin[2] (2019)
- AG2R La Mondiale (2020)